# Manfred Metzger
Pour les articles homonymes, voir Metzger.
Manfred Metzger, né le 26 mai 1905 à Trieste et mort le 29 janvier 1986 à Genève, est un skipper suisse.

## Biographie
Manfred Metzger participe aux Jeux olympiques d'été de 1960 en Italie en classe 5,5 mètres JI sur le bateau Ballerina IV. Avec Henri Copponex et Pierre Girard, il remporte la médaille de bronze.